# Final do Grand Prix de Patinação Artística no Gelo de 2010–11
A Final do Grand Prix de Patinação Artística no Gelo de 2010–11 foi a décima sexta edição da competição, um evento anual de patinação artística no gelo organizado pela União Internacional de Patinação (em inglês:  International Skating Union), e o evento final do Grand Prix de 2010–11. Os patinadores se qualificaram para essa competição através de outras seis competições: Trophée Éric Bompard, NHK Trophy, Cup of Russia, Cup of China, Skate America e Skate Canada International. O evento júnior é disputado ao mesmo tempo do sênior. A competição foi disputada entre os dias 8 de dezembro e 12 de dezembro de 2010, na cidade de Pequim, China.

## Eventos
- Individual masculino
- Individual feminino
- Duplas
- Dança no gelo

## Medalhistas
| Evento                        | Ouro                                         | Prata                                           | Bronze                                    |
| Sênior                        |                                              |                                                 |                                           |
| Individual masculino detalhes | Patrick Chan · Canadá                        | Nobunari Oda · Japão                            | Takahiko Kozuka · Japão                   |
| Individual feminino detalhes  | Alissa Czisny · Estados Unidos               | Carolina Kostner · Itália                       | Kanako Murakami · Japão                   |
| Duplas detalhes               | Aliona Savchenko · Robin Szolkowy · Alemanha | Pang Qing · Tong Jian · China                   | Sui Wenjing · Han Cong · China            |
| Dança no gelo detalhes        | Meryl Davis · Charlie White · Estados Unidos | Nathalie Péchalat · Fabian Bourzat · França     | Vanessa Crone · Paul Poirier · Canadá     |
| Júnior                        |                                              |                                                 |                                           |
| Individual masculino detalhes | Richard Dornbush · Estados Unidos            | Yan Han · China                                 | Andrei Rogozine · Canadá                  |
| Individual feminino detalhes  | Adelina Sotnikova · Rússia                   | Elizaveta Tuktamysheva · Rússia                 | Li Zijun · China                          |
| Duplas detalhes               | Narumi Takahashi · Mervin Tran · Japão       | Ksenia Stolbova · Fedor Klimov · Rússia         | Yu Xiaoyu · Jin Yang · China              |
| Dança no gelo detalhes        | Ksenia Monko · Kirill Khaliavin · Rússia     | Victoria Sinitsina · Ruslan Zhiganshin · Rússia | Alexandra Stepanova · Ivan Bukin · Rússia |

## Classificados
Sênior
|             | Masculino             | Feminino             | Duplas                                      | Dança no gelo                            |
| ----------- | --------------------- | -------------------- | ------------------------------------------- | ---------------------------------------- |
| 1           | JPN Takahiko Kozuka   | JPN Miki Ando        | GER Aliona Savchenko / Robin Szolkowy       | USA Meryl Davis / Charlie White          |
| 2           | JPN Daisuke Takahashi | USA Alissa Czisny    | CHN Pang Qing / Tong Jian                   | FRA Nathalie Péchalat / Fabian Bourzat   |
| 3           | CAN Patrick Chan      | ITA Carolina Kostner | RUS Vera Bazarova / Yuri Larionov           | CAN Vanessa Crone / Paul Poirier         |
| 4           | CZE Tomáš Verner      | JPN Kanako Murakami  | CAN Kirsten Moore-Towers / Dylan Moscovitch | RUS Ekaterina Bobrova / Dmitri Soloviev  |
| 5           | JPN Nobunari Oda      | JPN Akiko Suzuki     | RUS Lubov Iliushechkina / Nodari Maisuradze | CAN Kaitlyn Weaver / Andrew Poje         |
| 6           | FRA Florent Amodio    | USA Rachael Flatt    | CHN Sui Wenjing / Han Cong                  | HUN Nora Hoffman / Maxim Zavozin         |
| Substitutos |                       |                      |                                             |                                          |
| 1º          | USA Jeremy Abbott     | FIN Kiira Korpi      | JPN Narumi Takahashi / Mervin Tran          | USA Maia Shibutani / Alex Shibutani      |
| 2º          | USA Brandon Mroz      | USA Mirai Nagasu     | USA Caitlin Yankowskas / John Coughlin      | USA Madison Chock / Greg Zuerlein        |
| 3º          | USA Adam Rippon       | USA Ashley Wagner    | CAN Paige Lawrence / Rudi Swiegers          | RUS Ekaterina Riazanova / Ilia Tkachenko |

Júnior
|             | Masculino             | Feminino                   | Duplas                                  | Dança no gelo                               |
| ----------- | --------------------- | -------------------------- | --------------------------------------- | ------------------------------------------- |
| 1           | CAN Andrei Rogozine   | RUS Adelina Sotnikova      | RUS Ksenia Stolbova / Fedor Klimov      | RUS Ksenia Monko / Kirill Khaliavin         |
| 2           | CHN Yan Han           | RUS Elizaveta Tuktamisheva | CHN Yu Xiaoyu / Jin Yang                | RUS Alexandra Stepanova / Ivan Bukin        |
| 3           | USA Joshua Farris     | JPN Risa Shoji             | JPN Narumi Takahashi / Mervin Tran      | RUS Ekaterina Pushkash / Jonathan Guerreiro |
| 4           | USA Keegan Messing    | RUS Polina Shelepen        | CAN Natasha Purich / Raymond Schultz    | USA Charlotte Lichtman / Dean Copely        |
| 5           | USA Richard Dornbush  | USA Christina Gao          | RUS Anna Silaeva / Artur Minchuk        | RUS Evgenia Kosigina / Nikolai Moroshkin    |
| 6           | USA Max Aaron         | USA Yasmin Siraj           | USA Ashley Cain / Joshua Reagan         | RUS Victoria Sinitsina / Ruslan Zhiganshin  |
| 7           | RUS Zhan Bush         | USA Kristiene Gong         | CAN Taylor Steele / Robert Schultz      | UKR Anastasia Galyeta / Alexei Shumski      |
| 8           | RUS Gordei Gorshkov   | CHN Li Zijun               | CAN Brittany Jones / Kurtis Gaskell     | RUS Marina Antipova / Artem Kudashev        |
| Substitutos |                       |                            |                                         |                                             |
| 1º          | RUS Artur Dmitriev Jr |                            |                                         | FRA Tiffany Zahorski / Alexis Miart         |
| 2º          | USA Jason Brown       | BEL Ira Vannut             | RUS Tatiana Danilova / Andrei Novoselov | USA Anastasia Cannuscio / Colin McManus     |
| 3º          | SWE Alexander Majorov | JPN Shion Kokobun          | USA Kylie Duarte / Colin Grafton        | FRA Gabriella Papadakis / Guillaume Cizeron |

## Resultados

### Sênior

#### Individual masculino
| Pos.              | Nome              | Nacionalidade    | Pontos | PC        | PL         |
| ----------------- | ----------------- | ---------------- | ------ | --------- | ---------- |
| Medalha de ouro   | Patrick Chan      | Canadá           | 259.75 | 85.59 (2) | 174.16 (1) |
| Medalha de prata  | Nobunari Oda      | Japão            | 242.81 | 86.59 (1) | 156.22 (3) |
| Medalha de bronze | Takahiko Kozuka   | Japão            | 237.79 | 77.90 (4) | 159.89 (2) |
| 4                 | Daisuke Takahashi | Japão            | 219.77 | 82.57 (3) | 137.20 (6) |
| 5                 | Tomáš Verner      | República Tcheca | 213.64 | 65.37 (5) | 148.27 (4) |
| 6                 | Florent Amodio    | França           | 201.90 | 61.64 (6) | 140.26 (5) |

#### Individual feminino
| Pos.              | Nome             | Nacionalidade  | Pontos | PC        | PL         |
| ----------------- | ---------------- | -------------- | ------ | --------- | ---------- |
| Medalha de ouro   | Alissa Czisny    | Estados Unidos | 180.75 | 63.76 (1) | 116.99 (3) |
| Medalha de prata  | Carolina Kostner | Itália         | 178.60 | 62.13 (2) | 116.47 (4) |
| Medalha de bronze | Kanako Murakami  | Japão          | 178.59 | 61.47 (3) | 117.12 (2) |
| 4                 | Akiko Suzuki     | Japão          | 173.72 | 58.26 (4) | 115.46 (5) |
| 5                 | Miki Ando        | Japão          | 173.15 | 50.45 (5) | 122.70 (1) |
| 6                 | Rachael Flatt    | Estados Unidos | 127.57 | 45.19 (6) | 82.38 (6)  |

#### Duplas
| Pos.              | Nome                                    | Nacionalidade | Pontos | PC        | PL         |
| ----------------- | --------------------------------------- | ------------- | ------ | --------- | ---------- |
| Medalha de ouro   | Aliona Savchenko / Robin Szolkowy       | Alemanha      | 210.72 | 74.40 (1) | 136.32 (1) |
| Medalha de prata  | Pang Qing / Tong Jian                   | China         | 189.93 | 68.63 (2) | 121.30 (2) |
| Medalha de bronze | Sui Wenjing / Han Cong                  | China         | 179.04 | 61.49 (4) | 117.55 (3) |
| 4                 | Lubov Iliushechkina / Nodari Maisuradze | Rússia        | 177.44 | 60.06 (5) | 117.38 (4) |
| 5                 | Vera Bazarova / Yuri Larionov           | Rússia        | 176.80 | 63.86 (3) | 112.94 (5) |
| 6                 | Kirsten Moore-Towers / Dylan Moscovitch | Canadá        | 169.57 | 58.73 (6) | 110.84 (6) |

#### Dança no gelo
| Pos.              | Nome                                | Nacionalidade  | Pontos | DC        | DL         |
| ----------------- | ----------------------------------- | -------------- | ------ | --------- | ---------- |
| Medalha de ouro   | Meryl Davis / Charlie White         | Estados Unidos | 171.58 | 68.64 (1) | 102.94 (1) |
| Medalha de prata  | Nathalie Péchalat / Fabian Bourzat  | França         | 162.10 | 65.66 (2) | 96.44 (2)  |
| Medalha de bronze | Vanessa Crone / Paul Poirier        | Canadá         | 139.74 | 54.82 (5) | 84.92 (3)  |
| 4                 | Ekaterina Bobrova / Dmitri Soloviev | Rússia         | 136.75 | 54.33 (6) | 82.42 (4)  |
| 5                 | Kaitlyn Weaver / Andrew Poje        | Canadá         | 136.34 | 55.51 (4) | 80.83 (5)  |
| 6                 | Nóra Hoffmann / Maxim Zavozin       | Hungria        | 132.07 | 55.98 (3) | 76.09 (6)  |

### Júnior

#### Individual masculino júnior
| Pos.              | Nome             | Nacionalidade  | Pontos | PC        | PL         |
| ----------------- | ---------------- | -------------- | ------ | --------- | ---------- |
| Medalha de ouro   | Richard Dornbush | Estados Unidos | 219.56 | 70.75 (1) | 148.81 (1) |
| Medalha de prata  | Yan Han          | China          | 186.05 | 67.29 (3) | 118.76 (3) |
| Medalha de bronze | Andrei Rogozine  | Canadá         | 181.78 | 59.17 (7) | 122.61 (2) |
| 4                 | Max Aaron        | Estados Unidos | 181.28 | 63.78 (5) | 117.50 (4) |
| 5                 | Keegan Messing   | Estados Unidos | 174.42 | 68.52 (2) | 106.90 (8) |
| 6                 | Joshua Farris    | Estados Unidos | 173.97 | 65.24 (4) | 108.73 (7) |
| 7                 | Zhan Bush        | Rússia         | 173.75 | 60.05 (6) | 113.70 (6) |
| 8                 | Gordei Gorshkov  | Rússia         | 171.81 | 55.55 (8) | 116.26 (5) |

#### Individual feminino júnior
| Pos.              | Nome                   | Nacionalidade  | Pontos | PC        | PL         |
| ----------------- | ---------------------- | -------------- | ------ | --------- | ---------- |
| Medalha de ouro   | Adelina Sotnikova      | Rússia         | 169.81 | 57.27 (1) | 112.54 (1) |
| Medalha de prata  | Elizaveta Tuktamysheva | Rússia         | 160.87 | 53.76 (2) | 107.11 (2) |
| Medalha de bronze | Li Zijun               | China          | 149.82 | 49.62 (5) | 100.20 (4) |
| 4                 | Risa Shoji             | Japão          | 149.82 | 52.56 (4) | 97.26 (5)  |
| 5                 | Polina Shelepen        | Rússia         | 147.37 | 53.26 (3) | 94.11 (6)  |
| 6                 | Christina Gao          | Estados Unidos | 145.01 | 43.98 (7) | 101.03 (3) |
| 7                 | Yasmin Siraj           | Estados Unidos | 130.95 | 38.08 (8) | 92.87 (7)  |
| 8                 | Kristiene Gong         | Estados Unidos | 129.90 | 47.24 (6) | 82.66 (8)  |

#### Duplas júnior
| Pos.              | Nome                             | Nacionalidade  | Pontos | PC        | PL         |
| ----------------- | -------------------------------- | -------------- | ------ | --------- | ---------- |
| Medalha de ouro   | Narumi Takahashi / Mervin Tran   | Japão          | 159.52 | 53.94 (1) | 105.58 (1) |
| Medalha de prata  | Ksenia Stolbova / Fedor Klimov   | Rússia         | 150.54 | 49.63 (2) | 100.91 (2) |
| Medalha de bronze | Yu Xiaoyu / Jin Yang             | China          | 140.58 | 43.68 (6) | 96.90 (3)  |
| 4                 | Taylor Steele / Robert Schultz   | Canadá         | 133.08 | 48.07 (3) | 85.01 (6)  |
| 5                 | Ashley Cain / Joshua Reagan      | Estados Unidos | 131.96 | 43.92 (5) | 88.04 (5)  |
| 6                 | Brittany Jones / Kurtis Gaskell  | Canadá         | 131.04 | 42.34 (7) | 88.70 (4)  |
| 7                 | Natasha Purich / Raymond Schultz | Canadá         | 127.02 | 45.30 (4) | 81.72 (7)  |
| 8                 | Anna Silaeva / Artur Minchuk     | Rússia         | 113.99 | 35.25 (8) | 78.74 (8)  |

#### Dança no gelo júnior
| Pos.              | Nome                                    | Nacionalidade  | Pontos | DC        | DL        |
| ----------------- | --------------------------------------- | -------------- | ------ | --------- | --------- |
| Medalha de ouro   | Ksenia Monko / Kirill Khaliavin         | Rússia         | 136.22 | 55.50 (2) | 80.72 (1) |
| Medalha de prata  | Victoria Sinitsina / Ruslan Zhiganshin  | Rússia         | 134.62 | 55.58 (1) | 79.04 (2) |
| Medalha de bronze | Alexandra Stepanova / Ivan Bukin        | Rússia         | 129.94 | 53.59 (3) | 76.35 (3) |
| 4                 | Ekaterina Pushkash / Jonathan Guerreiro | Rússia         | 123.75 | 53.06 (4) | 70.69 (6) |
| 5                 | Charlotte Lichtman / Dean Copely        | Estados Unidos | 121.58 | 50.74 (5) | 70.84 (5) |
| 6                 | Evgenia Kosigina / Nikolai Moroshkin    | Rússia         | 118.60 | 46.98 (6) | 71.62 (4) |
| 7                 | Anastasia Galyeta / Alexei Shumski      | Ucrânia        | 113.54 | 45.10 (7) | 68.44 (7) |
| 8                 | Marina Antipova / Artem Kudashev        | Rússia         | 110.16 | 43.18 (8) | 66.98 (8) |

## Quadro de medalhas
Sênior
| Ordem | País           | Medalha de ouro | Medalha de prata | Medalha de bronze |    | Ordem por total |
| ----- | -------------- | --------------- | ---------------- | ----------------- | -- | --------------- |
| 1     | Estados Unidos | 2               |                  |                   | 2  | 2               |
| 2     | Canadá         | 1               |                  | 1                 | 2  | 2               |
| 3     | Alemanha       | 1               |                  |                   | 1  | 5               |
| 4     | Japão          |                 | 1                | 2                 | 3  | 1               |
| 5     | China          |                 | 1                | 1                 | 2  | 2               |
| 6     | França         |                 | 1                |                   | 1  | 5               |
| 6     | Itália         |                 | 1                |                   | 1  | 5               |
| TOTAL | TOTAL          | 4               | 4                | 4                 | 12 | —               |

Júnior
| Ordem | País           | Medalha de ouro | Medalha de prata | Medalha de bronze |    | Ordem por total |
| ----- | -------------- | --------------- | ---------------- | ----------------- | -- | --------------- |
| 1     | Rússia         | 2               | 3                | 1                 | 6  | 1               |
| 2     | Estados Unidos | 1               |                  |                   | 1  | 3               |
| 2     | Japão          | 1               |                  |                   | 1  | 3               |
| 4     | China          |                 | 1                | 2                 | 3  | 2               |
| 5     | Canadá         |                 |                  | 1                 | 1  | 3               |
| TOTAL | TOTAL          | 4               | 4                | 4                 | 12 | —               |

Quadro geral
| Ordem | País           | Medalha de ouro | Medalha de prata | Medalha de bronze |    | Ordem por total |
| ----- | -------------- | --------------- | ---------------- | ----------------- | -- | --------------- |
| 1     | Estados Unidos | 3               |                  |                   | 3  | 4               |
| 2     | Rússia         | 2               | 3                | 1                 | 6  | 1               |
| 3     | Japão          | 1               | 1                | 2                 | 4  | 3               |
| 4     | Canadá         | 1               |                  | 2                 | 3  | 4               |
| 5     | Alemanha       | 1               |                  |                   | 1  | 5               |
| 6     | China          |                 | 2                | 3                 | 5  | 2               |
| 7     | França         |                 | 1                |                   | 1  | 5               |
| 7     | Itália         |                 | 1                |                   | 1  | 5               |
| TOTAL | TOTAL          | 8               | 8                | 8                 | 24 | —               |